# Stylodipus
Stylodipus (G. M. Allen, 1925) è un genere di roditori della famiglia dei Dipodidi.

## Descrizione

### Dimensioni
Al genere Stylodipus appartengono roditori di piccole dimensioni, con lunghezza della testa e del corpo tra 100 e 130 mm, la lunghezza della coda tra 132 e 163 mm e un peso fino a 70 g.

### Caratteristiche craniche e dentarie
Il cranio è corto e presenta un rostro breve e tozzo, la scatola cranica tondeggiante, le bolle timpaniche rigonfie e le arcate zigomatiche sottili. La mandibola è perforata sul processo angolare. Gli incisivi sono bianchi, attraversati da un solco longitudinale, sottili e opistodonti, ovvero con le punte rivolte verso la parte interna della bocca, i molari presentano un'ampia rientranza su ogni lato. I premolari superiori sono molto ridotti.
Sono caratterizzati dalla seguente formula dentaria:

### Aspetto
L'aspetto è quello di un topo con la testa grande. Le parti superiori sono generalmente giallo-brunastre striate di nero, mentre le parti ventrali e una larga banda trasversale su ogni anca sono bianche. Il muso è breve, il naso è appiattito, gli occhi sono grandi. Le orecchie sono relativamente corte. Le zampe anteriori sono corte, mentre le zampe posteriori sono allungate, con i tre metatarsi centrali fusi tra loro in un unico osso denominato cannone e terminano con tre dita, la centrale delle quali è la più lunga ed ognuna munita di un artiglio ottuso, parzialmente nascosto da un ciuffo di peli. Le piante sono ricoperte di peli brunastri. La coda è molto più lunga della testa e del corpo e termina con un ciuffo di peli brunastri. Le femmine hanno quattro paia di mammelle.

## Distribuzione
Sono roditori terricoli saltatori diffusi dall'Ucraina attraverso tutta l'Asia centrale fino alla Mongolia e alla Cina settentrionale.

## Tassonomia
Il genere comprende 3 specie.
- Stylodipus andrewsi
- Stylodipus sungorus
- Stylodipus telum